# أولماس للمياه المعدنية
أولماس للمياه المعدنية (بالفرنسية: Les Eaux Minérales d'Oulmès) هي شركة مساهَمة مغربية للمياه، وهي تابعة لمجموعة هولماركوم. أنشئت 7 مارس 1933 بمنحة من الإقامة العامة للحماية الفرنسية.